# Стецик, Владислав
Владислав «Армстронг» Стецик (пол. Władysław Stecyk; 14 июля 1951, Радов, Жепин, Слубицкий повят, Любуское воеводство, Польша) — польский борец вольного стиля, серебряный призёр Олимпийских игр, серебряный призёр чемпионата мира, шестикратный бронзовый призёр чемпионата Европы, десятикратный (1972, 1974, 1988, 1995 в легчайшем весе, 1976—1979, 1981, 1982 в полулёгком весе) чемпион Польши, Заслуженный мастер спорта 

## Биография
Родился в 1951 году. Начал заниматься борьбой в клубе Zieloni Stargard Szceciński, но вскоре присоединился к клубу Grunwald Poznań, где и провёл вс карьеру. В 1972 году впервые стал чемпионом Польши и дебютировал на чемпионате Европы, заняв девятое место, а в 1973 году занял пятое место.
В 1974 году завоевал бронзовую медаль чемпионата Европы, первую из шести бронзовых наград чемпионата Европы, вторую завоевал в 1975 году. В этом же году был пятым на чемпионате мира.
На Олимпийских играх 1976 года выступал в соревнованиях по вольной борьбе в легчайшем весе, выиграв три и проиграв две встречи, остался на пятом месте.
См. таблицу турнира.
В 1977 году был первым на Гран-при Германии, вторым на чемпионате мира и третьим на чемпионате Европы. В 1978 году был вторым на Гран-при Германии и снова третьим на чемпионате Европы. В 1979 году выиграл Гран-при Германии и был четвёртым на чемпионате мира. В 1980 году завоевал очередную «бронзу» чемпионата Европы.
На Олимпийских играх 1980 года выступал в соревнованиях по вольной борьбе в легчайшем весе и завоевал серебряную медаль Олимпийских игр, уступив лишь Анатолию Белоглазову.
См. таблицу турнира.
В 1980 году занял третье место на турнире World Super Championship. В 1981 году выиграл Гран-при Германии, а на чемпионате Европы был пятым. В 1983 году снова победил на Гран-при Германии и вернул себе своё третье место чемпионата Европы. В 1984 году был седьмым на чемпионате Европы.
В 1985 году оставил карьеру, но вернулся к Олимпийским играм, выиграв чемпионат Польши.
На Олимпийских играх 1988 года выступал в соревнованиях по вольной борьбе в легчайшем весе, выиграв три и проиграв две встречи, из турнира выбыл.
См. таблицу турнира.
Окончательно оставил карьеру лишь в 1997 году, победив в 44-летнем возрасте на национальном чемпионате 1995 года, и в 46-летнем возрасте завоевав серебряную медаль на чемпионате 1997 года 
Окончил автомобильный техникум, позднее получил квалификацию тренера и после окончания спортивной карьеры работал тренером. Среди его учениц бронзовый призёр Олимпийских игр 2016 года Моника Михалик . Также являлся вице-президентом родного клуба Grunwald Poznań 